# Линен (Арнсберг)
Линен (њем. Lünen) град је у њемачкој савезној држави Северна Рајна-Вестфалија. Једно је од 10 општинских средишта округа Уна. Према процјени из 2010. у граду је живјело 88.297 становника. Посједује регионалну шифру (AGS) 5978024, NUTS (DEA5C) и LOCODE (DE LUE) код.

## Географски и демографски подаци
Линен се налази у савезној држави Северна Рајна-Вестфалија у округу Уна. Град се налази на надморској висини од 58 метара. Површина општине износи 59,2 km². У самом граду је, према процјени из 2010. године, живјело 88.297 становника. Просјечна густина становништва износи 1.492 становника/. 

## Међународна сарадња
| Мјесто    | Држава               | Врста сарадње | Од    |
| --------- | -------------------- | ------------- | ----- |
|           | Пољска               | партнерство   | 2000. |
| Зволе     | Холандија            | партнерство   | 1963. |
| Паневезус | Литванија            | партнерство   | 1990. |
| Солфорд   | Уједињено Краљевство | партнерство   | 1966. |
| Извор     |                      |               |       |